# Shakes und Fidget
Shakes and Fidget ist ein deutschsprachiger Webcomic. Die Schöpfer sind Oskar Pannier (Story, Text) und Marvin Clifford (Story, Zeichnungen). Aus dem Comic entstand das Massively Multiplayer Online Role-Playing Game Shakes & Fidget – The Game, auch bekannt als sfgame, das am 22. Juni 2009 erschien und von Playa Games entwickelt wurde. Beim Spiel haben sich nach Angaben der Internetpräsenz des Spiels über 40 Millionen Spieler angemeldet. Es ist in 25 Sprachen erschienen.

## Comic
Die Hauptfiguren sind der menschliche Krieger Shakes sowie der Gnomenmagier Fidget. Der Comic begann als Parodie auf World of Warcraft, seit der Veröffentlichung des gleichnamigen Browserspiels spielen die Comics aber in einer eigenständigen Welt und parodieren neben World of Warcraft auch diverse andere Fantasy-Welten. Die Comics starteten mit der Blauen Staffel. In dieser wurde häufig Bezug auf World of Warcraft genommen und verstärkt Spielmechaniken sowie die Spielwelt parodiert. In der letzten Staffel Boon Stories verlagerte sich das Geschehen in die kleine Stadt Steinfels, in der es u. a. eine Kampfarena, eine Taverne, einen Reittierstall, ein Postamt, Shakes’ Waffenladen und Fidgets Zauberladen gibt. Die Webcomicreihe wurde am  16. November 2012 eingestellt.
Der erste gedruckte Band erschien 2007. 2015 erschien im Verlag Zauberfeder ein neuer Comicband unter gleichem Namen.

## Spiel

### Spielprinzip
Für das Spiel erstellt der Spieler einen Charakter, wobei man zwischen acht Rassen (Orks, Menschen, Elfen, Dunkelelfen, Zwerge, Goblins, Gnome oder Dämonen) wählen kann. Zusätzlich muss man eine Klasse wählen, zur Auswahl stehen Krieger, Magier, Kundschafter, Assassine, Kampfmagier, Berserker, Dämonenjäger, Barde, Nekromant und Druide. Im Gegensatz zur Rasse kann man diese allerdings nach der Anmeldung nicht mehr ändern.
Im Spiel kann man in der Taverne Quests annehmen, deren Erfüllung dem Spieler Erfahrungspunkte und Geld (möglicherweise auch einen Gegenstand oder auch einen Pilz) einbringen, ihn aber Abenteuerlust kosten. Weiterhin kann der Spieler in der Taverne Bier zur Steigerung der Abenteuerlust trinken (mittels eines Pilzes) und beim Hütchenspieler um Gold und Pilze spielen. Ferner kann man ab Stufe 100 die Toilette freispielen, die nach „Opfergaben“ diverse Boni bietet.
In der Arena kann man andere Spieler angreifen und dabei Ehre und Gold gewinnen bzw. verlieren. Man kann gegen Bezahlung für die Stadtwache arbeiten oder in Shakes’ oder Fidgets Laden einkaufen. Dabei gibt es in Shakes’ Laden ab Level 90 einen Schmied, der Items verbessert, und in Fidgets ab Stufe 66 die Hexe, die für bestimmte Gegenstände den doppelten Wert gibt und diese auch verzaubern kann. Im Stall ist es möglich, Reittiere zu mieten, die die Dauer der Quests verringern, wodurch man mehr Quests für die Abenteuerlust erledigen kann. Beim Pilzdealer kann der Spieler gegen echtes Geld Pilze erwerben, die im Spiel als weitere Währung dienen.
In Gilden können sich mehrere Charaktere verbünden und so von Gold- und Erfahrungsboni profitieren sowie Kriege gegen andere Gilden führen. Außerdem bietet der Gildenchat eine Möglichkeit zur Kommunikation zwischen Spielern. Seit Oktober 2010 gibt es sogenannte Gildenraids. Diese laufen ähnlich ab wie Gildenkriege, finden jedoch ausschließlich gegen Computergegner statt. Die Gilde erhält für gewonnene Gildenraids bis Raid 50 erhöhte Gold- und Erfahrungsboni; jedes teilnehmende Gildenmitglied erhält Erfahrungspunkte (die übrigen 100 geben ausschließlich Erfahrungspunkte). Der Gildenleiter muss aber Stufe 50 oder darüber sein, um einen Gildenraid zu veranstalten.
In den Dungeons kann man, sobald man eine bestimmte Stufe erreicht (z. B. Stufe zehn für Dungeon eins) und den jeweiligen Dungeonschlüssel in einer Quest gewonnen oder z. T. auch im Laden erworben hat, den Kampf mit stärkeren Computergegnern suchen und durch einen Sieg über diese zusätzliche Erfahrungspunkte sowie bessere Ausrüstungsgegenstände oder Gold erhalten. Des Weiteren gibt es bei den Dungeons ein Dämonenportal; in diesem heilt sich der Gegner jeden Tag um 10 %, beim Besiegen eines Dämonen erhält man prozentuelle Boni auf die Lebenspunkte. Ein solches Portal existiert auch für die Gilde, hier wirkt der Bonus allerdings für den Schaden.
Mit dem Update von April 2016 kann man nun bei bestimmten Bedingungen sogenannte Pets finden, mit denen man gegen Pets anderer Spieler kämpfen kann und dadurch Früchte erhält, die ein Pet erstarken lassen. Je mehr Pets man besitzt und je mehr Pets die Maximalstufe 100 besitzen, umso mehr Boni erhält das dem Pettypen entsprechende Attribut des Spielers.
In der Festung kann man eine Stadt bauen, unter anderem kann man in der Edelsteinmine Edelsteine finden, die Gegenstände verbessern, die einen Sockel für Edelsteine besitzen. Seit Oktober 2017 gibt es auch eine Unterwelt, in der man durch den Gladiatorentrainer Schadensboni erhält. Außerdem gibt es noch eine Ehrenhalle, in der man sehen kann, welcher Spieler der beste ist (u. a. auch bei den Pets, der Festung und der Unterwelt) und welche Gilde am meisten Ehre hat.
Im Spiel gibt es verschiedene Spielwelten, allein in Deutschland existieren zurzeit 39 Haupt- und 7 Partnerwelten. Das Maximum von 500.000 Accounts pro Spielwelt wurde inzwischen aufgehoben. Um einer Spielwelt beizutreten, benötigt man zunächst einen Account. Möchte man auf mehreren Welten gleichzeitig spielen, benötigt man mehrere Accounts. Mehrere Accounts eines Spielers auf einer Spielwelt können zur Sperrung führen.

### Entwicklung und Veröffentlichung
Es handelt sich ursprünglich um ein Flash-Browserspiel, von dem es seit 2010 auch speziell angepasste mobile Versionen für Smartphones und Tablets mit Apple iOS, Android und Microsoft Windows Phone 8 gibt. Seit 2016 ist Shakes & Fidget auch auf Steam zu finden und als HTML5-Version spielbar.
Shakes & Fidget wird kontinuierlich weiterentwickelt. Ende 2012 wurde der Märchenturm eingeführt, bei dem es zahlreiche neue Computergegner gibt. Hierbei helfen neue Begleiter, die ähnlich ausgerüstet werden können wie der Spielercharakter. Dezember 2013 erschien das Hexenupdate, das u. a. Gegenstandsverzauberungen einführte.
Mit einer kompletten Neuprogrammierung des Clients Anfang April 2015, zur Spielversion 2.0.632, erschien ein umfangreiches Update. Außerdem sollte es den Weg ebnen, weitreichende Updates einfacher in das Spiel zu implementieren. So geschehen im September 2015, als das große Festungsupdate erschien.
Mitte Dezember 2015 erschien das Schattendungeon-Update. Dort kann man die vorherigen Dungeongegner mit seinen Turmbegleitern in einem erhöhten Schwierigkeitsgrad absolvieren. Im April 2016 kam das Pet-Update auf die Server. Es ist nun möglich, 100 Haustiere in fünf verschiedenen Habitaten zu finden. Mit ihnen kann man gegen andere Haustiere kämpfen sowie Habitatgegner besiegen, um weitere Haustiere freizuschalten. Jedes Haustier bringt dem Spieler zusätzliche Attributpunkte für den Haupthelden, jeweils 1 % auf ein Attribut in Abhängigkeit zum Element des Haustieres.

### Rezeption
Das Spiel gewann bislang vier Preise:
- Deutscher Entwicklerpreis 2009 in der Kategorie Bestes Deutsches Casual Game
- Bestes Browsergame 2009
- BÄM Award 2010 Bestes Browsergame
- GameStar Spiel des Jahres 2010.